# Quincy Fouse
Quincy Fouse est un acteur, rappeur, et auteur-compositeur-interprète américain, né le 26 août 1997 à  Jacksonville (Floride). 
En 2018, l'acteur se fait connaître du grand public, grâce à son rôle de Milton Greasley alias M.G. dans la série télévisée fantastique/dramatique, Legacies, le spin-off des séries, Vampire Diaries et The Originals. Il est également connu pour avoir joué dans la sitcom, Les Goldberg (2016—2018), ainsi que dans le film de super-héros, Logan (2017).

## Biographie

### Enfance et formation
Originaire de la Floride, Quincy est le fils aîné de Tinisha LaShaye McNeal-Clark et de Robert A. Clark. Il a un frère et une sœur plus jeunes. 

### Carrière
Il a lancé sa carrière d'acteur en 2016, à l'âge de 19 ans, en jouant dans un épisode de la série télévisée, Agent K.C.. Par la suite, il joue dans le téléfilm, The Kicker, et obtient un rôle récurrent dans la sitcom, Les Goldberg. 
En 2017, il joue dans le film de super-héros, Logan — réalisé par James Mangold et avec Hugh Jackman comme acteur principal. En 2018, il incarne un rôle récurrent dans la sitcom, All About the Washingtons, puis il obtient le rôle de Milton Greasley alias M.G. dans la série télévisée fantastique/dramatique, Legacies — diffusée sur la chaîne The CW depuis le 25 octobre 2018. Pour les besoins du tournage, il réside à Atlanta, en Géorgie, depuis juillet 2018. Il vivait d'ailleurs en colocation avec sa partenaire, Kaylee Bryant de juillet 2018 à février 2019. 
Outre sa carrière d'acteur, Quincy est également rappeur et auteur-compositeur-interprète, et il a sorti son premier album sous le nom de Soul Fro, intitulé Soulspace, en fin d'année 2018. Dans l'été 2019, il a sorti un single, intitulé Crush on You, avec sa partenaire dans Legacies, Kaylee Bryant. 

## Filmographie

### Films
- 2016 : The Kicker : Elden Pugh-Thorkelson
- 2017 : Logan : Nate Munson

### Séries télévisées
- 2016 : Agent K.C. : Josh X (saison 2, épisode 9)
- 2016—2018 : Les Goldberg : Taz Money (13 épisodes)
- 2017 : Doubt : Affaires douteuses : Heyward Taylor (saison 1, épisode 10)
- 2018 : Harry Bosch : Martin Elias (saison 4, épisodes 1 et 3)
- 2018 : All About the Washingtons : Malik (saison 1, épisodes 2, 5, 7, 8 et 9)
- 2018 — 2022 : Legacies : Milton "M.G." Greasley (rôle principal)